# طالب عبد الرحمان
طالب عبد الرحمان (5 مارس 1930 - 24 أفريل 1958) عرف بكيميائي معركة الجزائر 1957.
ولد يوم 5 مارس 1930 بالقصبة في مدينة الجزائر لعائلة متواضعة تنحدر من ازفون في منطقة القبائل. التحق بالمدرسة الابتدائية ثم التعليم المتوسط بالعاصمة، بعد توفقه بامتياز في دراسته، واصل مشواره الدراسي ونجح في الدخول إلى كلية العلوم لمتابعة دراسات عليا في الكيمياء ، كما تعلم اللغة الألمانية.
بعد اندلاع ثورة التحرير الجزائرية التحق بجبهة التحرير الوطني سنة 1955 لينشط بمنطقة أزفون - الولاية العسكرية الثالثة، ساعد في صنع متفجرات بوسائل تقليدية. ليقوم بعد ذلك بإنشاء مخبر لصناعة المتفجرات في منطقة الأبيار بمدينة الجزائر.
في 19 ماي 1956 شارك في إضراب قام به جماعة من الطلاب الجزائريين. وفي الحادي عشر أكتوبر من نفس السنة اكتشفت القوات الفرنسية المخبر الكيميائي وأصدرت في شأنه أمرا بالقبض.
التحق بإخوانه المجاهدين ليواصل نضاله العسكري بالشريعة - المنطقة الرابعة - إلى غاية القبض عليه في منطقة البليدة من طرف القوات الفرنسية يوم 5 جوان 1957. تعرض لمتخلف أشكال التعذيب والقهر أثناء استجوابه ولكنه لم يبح بأي معلومة للعدو.
استشهد بتاريخ 24 أبريل 1958 بعد إعدامه بالمقصلة في سجن بربروس بمدينة الجزائر.

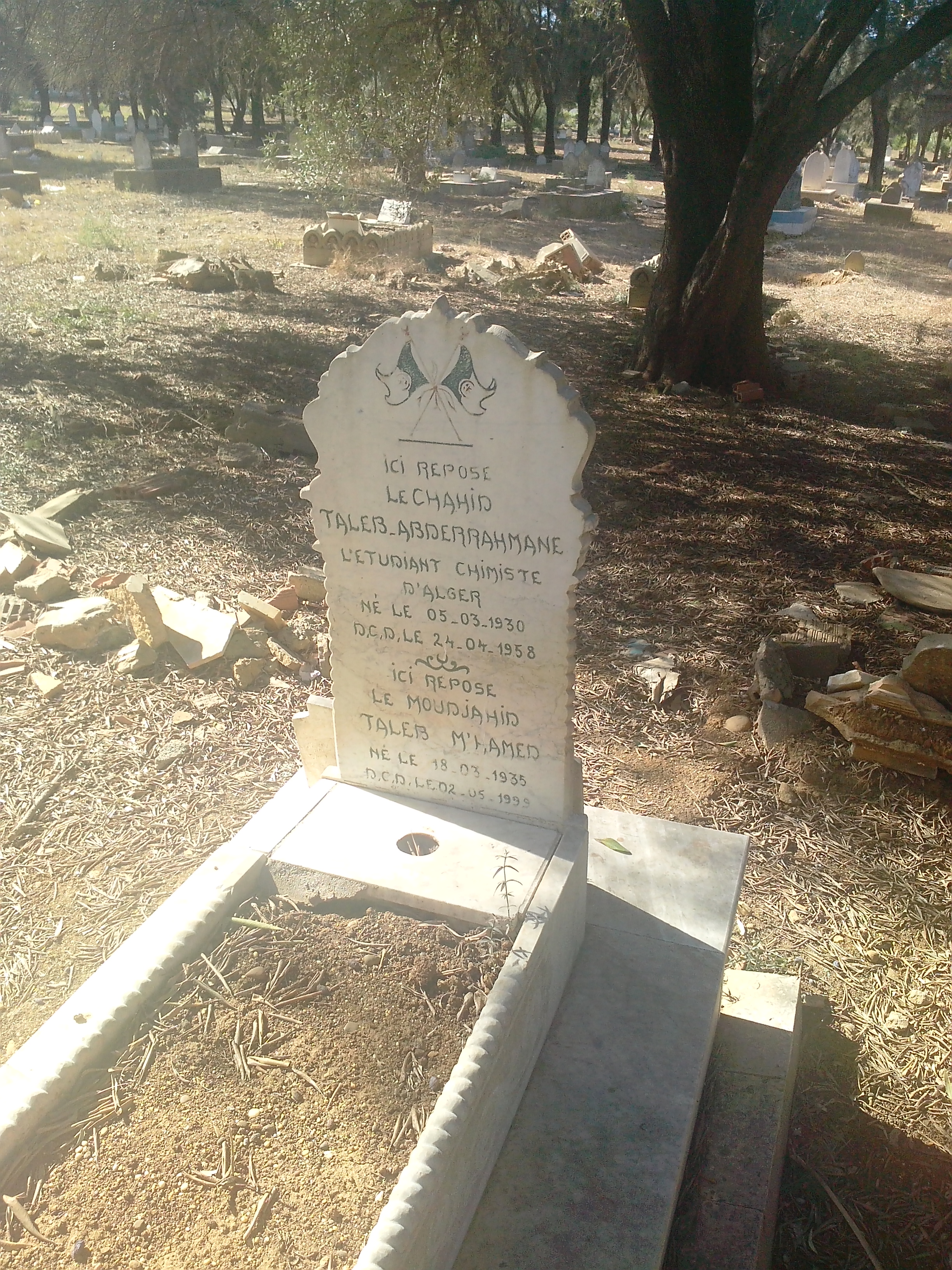
قبر الشهيد طالب عبد الرحمان بمقبرة العالية

وأشارت جميلة بوحيرد إلى الذكاء الكبير الذي كان يتحلّى به طالب عبد الرحمن بقولها «الشهيد الذي حيّر المستعمر بعبقريته في صنع القنابل»·